# Динамический микрофон

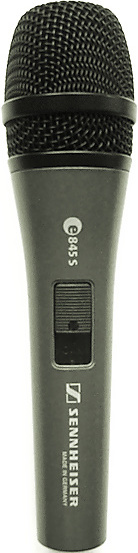
Динамический микрофон

Динами́ческий (электродинами́ческий) микрофо́н — микрофон, сходный по конструкции с динамическим громкоговорителем. Он представляет собой мембрану, соединённую с проводником, который помещен в сильное магнитное поле, создаваемое постоянным магнитом. Колебания давления воздуха (звук) колеблют мембрану и перемещают в магнитном поле соединённый с ней проводник. Когда проводник пересекает силовые линии магнитного поля, в нём наводится ЭДС индукции. ЭДС индукции пропорциональна амплитуде и частоте колебаний мембраны.
В отличие от конденсаторных, динамические микрофоны не требуют фантомного питания.

## Обратимость
Динамический микрофон практически аналогичен по конструкции динамическому громкоговорителю. Это, в сущности, «обращение» электродинамического громкоговорителя (динамика): вместо подачи напряжения на катушку динамика для создания звука с этой катушки снимается напряжение, созданное внешним звуком.
Свойство обратимости позволяет использовать одно устройство для передачи и приёма звукового сигнала в полудуплексных приёмопередатчиках: рациях и трансиверах.

## Виды микрофонов по системе и способу записи

### Монофонический
Простой в методе записи. Обычный, для записи звука в стандартном — монофоническом режиме. Такой способ применяется чаще всего. Можно записать монофонический звук в том числе и на стереофонической радиоаппаратуре.

### Стереофонический
Пара микрофонов, применяемых для записи стереофонического звука. В левый микрофон записывается звук для левого канала, в правый — для правого. Хотя иногда левый и правый микрофоны могут располагаться и наоборот. Применяют такие микрофоны для записи пробного стереозвука также и в процессе ремонта стереофонического оборудования звукозаписи.

## Классификация по типу проводника

### Катушечный

Схема устройства катушечного микрофона

В электродинамическом микрофоне катушечного типа диафрагма жёстко соединена с подвижной катушкой из медной проволоки на цилиндрическом каркасе, находящейся в кольцевом зазоре магнитной системы с постоянным магнитом, и по устройству аналогичен электродинамическим громкоговорителям. При колебаниях диафрагмы под действием звуковой волны витки обмотки катушки пересекают радиальные магнитные силовые линии, и в катушке наводится переменная ЭДС. Такой микрофон прост по конструкции, имеет хорошую чувствительность и надёжен в эксплуатации.

### Ленточный

Устройство ленточного микрофона

В электродинамическом микрофоне ленточного типа вместо катушки в магнитном поле располагается гофрированная ленточка из алюминиевой фольги. Под действием звука ленточка колеблется, при этом на концах ленточки наводится ЭДС звукового сигнала. Такой микрофон имеет высокое качество и применяется, главным образом, в студиях звукозаписи.

## Диаграмма направленности
Катушечные микрофоны в большинстве своём имеют либо кардиоидную, так как задняя часть диафрагмы закрыта магнитной системой, либо круговую диаграмму направленности.